# Астея
Астея (санскр. अस्तेय) — неприсвоение чужого. Понятие индийской философии, один из принципов ямы.
Одно из толкований Астеи - не брать того, что не было предложено.
Астея также относится и к самому себе - не воровать у себя здоровье. Астея запрещает добиваться цели путём перенапряжения, украв у себя здоровье.
Во многих школах время считается самой большой драгоценностью, которой только может обладать человек. Поэтому следует не красть у себя время, т.е. не тратить его попусту.
Нарушением астеи является присвоение не только чужих вещей, но и авторства, званий, заслуг и т. п., то есть всего, что не принадлежит человеку по праву.
Эксплуатация чужого труда также относится к нарушению заповеди. В интерпретации М. Ганди, астея означает также и отказ от эксплуатации других.
Астея должна соблюдаться  в том, чтобы избегать таких поступков, как невозврат долгов, хитростью и обманом завладение чужим имуществом; 
В мыслях и желаниях: жадность, зависть, желание чужого.
Истинное богатство – не снаружи, а внутри нас. Принцип астеи именно об этом.  Он нацеливает не распылять энергию внимания вовне, а направлять ее туда, где она действительно нужна. К нашей истинной сущности, которой все равно, сколько денег у нас в копилке. Той, что знает, что нам в этом мире не принадлежит ничего.

## Т. Кришнамачарья
«Неприсвоение чужого имущества с помощью ума, речи или действий называется астея», — пишет в своей книге «Йога Макаранда» Шри Тирумалай Кришнамачарья.

## Аналог ямы в христианстве
Заповедь «Не укради»

## Расплата за нарушение астеи
Нарушение астеи приводит к тому, что у присвоившего чужое что-то отнимается в соответствующем количестве. Искупить кармические долги астеи можно очень просто: занимаясь благотворительностью.

## Сиддхи, обретаемые исполнением астеи
Совершенный в астее обладает следующим сиддхи: все, в чём бы он ни нуждался, приходит к нему само.
В Йога сутрах Патанджали в стихе 2.37 сказано  "Все сокровища приходят к тому, кто утвердился в честности"